# 이구치 다다히토
이구치 다다히토(일본어: 井口 資仁, 본명: 井口 忠仁(동음), 1974년 12월 4일 ~ )는 일본의 전 프로 야구 선수이자 야구 지도자이다. 도쿄도 다나시시(현: 니시토쿄시) 출신이며 현역 시절 포지션은 내야수였다.
2018년부터 2022년까지 지바 롯데 마린스의 감독을 맡았다.

## 인물

### 프로 입단 전
아오야마가쿠인 대학 시절 1학년때부터 주전 선수였고(입학할 당시 팀의 주장은 고쿠보 히로키) 그의 동기생인 사와자키 도시카즈, 시미즈 마사우미, 구라노 신지, 1학년 아래인 다카스 요스케 등과 함께 전일본 대학야구 선수권 대회에서 우승을 포함한 많은 대회에서 훌륭한 실적을 남겼다. 1번·유격수로서 ‘푸른 핵탄두’(青い核弾頭)라는 별명이 붙여질 정도의 맹활약하는 등 도토 대학 리그 3관왕과 리그 신기록이 되는 1시즌 8개의 홈런을 기록했다. 대학 통산 101경기 출장, 103안타, 타율 2할 8푼 1리, 24홈런, 61타점을 기록했는데 그 중 홈런 개수는 24개이며 현재도 깨지지 않은 리그 기록이다. 게다가 최고 수훈선수 2차례, 베스트 나인에 4차례나 선정되기도 했다. 1996년에는 애틀랜타 올림픽 일본 대표팀 선수로 출전하여 팀의 은메달에 획득에 기여했는데 이 때 쿠바 대표팀이 플레이를 하는 모습을 보며 충격을 받아 이후의 메이저 리그 도전을 자각하는 계기가 되었다고 한다.
프로 야구 각 구단의 영입 경쟁한 끝에 후쿠오카 다이에 호크스를 역지명했고 이후 드래프트 회의에서는 다이에가 1순위 지명으로 교섭권을 얻어 계약금 1억 엔, 성과급 지급 5,000만 엔, 연봉 1,300만 엔(금액은 지정)으로 입단했다. 등번호는 7번.

### 후쿠오카 다이에 호크스 시절

#### 1997년 ~ 1998년
이듬해인 1997년 3월의 시범 경기에서 오른쪽 발목에 부상당했지만 시즌 개막에 있어서는 별다른 영향은 없었고 5월 3일에 후쿠오카 돔에서 열린 긴테쓰 버펄로스전(4차전)에서 2번 유격수로 첫 출전해 1회 첫 타석에서 첫 안타를 기록한 것을 포함해 4회에서 만루 홈런을 기록하는 등 성공적인 데뷔를 했다. 외국인 선수를 제외하면 신인 선수의 데뷔 경기에서 만루 홈런을 기록한 것은 일본 프로 야구 사상 처음 있는 일이었다. 그러나 순조로운 시작과는 정반대로 이후 다음 경기에서는 타율이 2할 대로 떨어지면서 부진을 겪는 등 경기면에서 주로 하위 타선으로 기용되는 경우가 있었다. 프로 2년차인 1998년에는 시즌 21개의 홈런을 기록하면서 광각에 칠 수 있는 장타력이 향상돼 ‘공포의 9번 타자’(恐怖の9番打者)라는 애칭이 붙여질 정도로 유명해졌다.

#### 1999년
개막 이후부터 3번을 맡았지만 이후에는 타격 감각이 갈수록 떨어지면서 슬럼프에 빠지는 등 작년과 똑같이 하위 타자로 뛰는 경우가 종종 있었다. 그러나 팀이 우승을 놓고 경쟁을 하고 있는 와중에 끝내기 홈런을 세 차례나 기록하는 등 승부의 힘을 발휘하기도 했고, 9월 8일에는 팀의 선두 자리를 놓고 경쟁하는 세이부 라이온스전(26차전)에서 니시자키 유키히로로부터 끝내기 만루 홈런을 때려냈고, 9월 25일 닛폰햄 파이터스전(26차전)에서도 닛폰햄 선발 가네무라 사토루로부터 결승 홈런을 때려내는 등 다이에의 퍼시픽 리그 우승을 기여함과 동시에 일본 시리즈인 주니치 드래건스와의 맞대결에서도 팀의 우승을 이끌었다.

#### 2000년
시즌 도중 왼쪽 어깨 부상으로 수술을 위해 팀 전력에서 장기 이탈되었고 이후 일본 시리즈에는 복귀했지만 부상과 수비 위치가 변경된 것에 의해 2000년 시즌에는 뚜렷한 활약을 보여주지 못했다.

#### 2001년

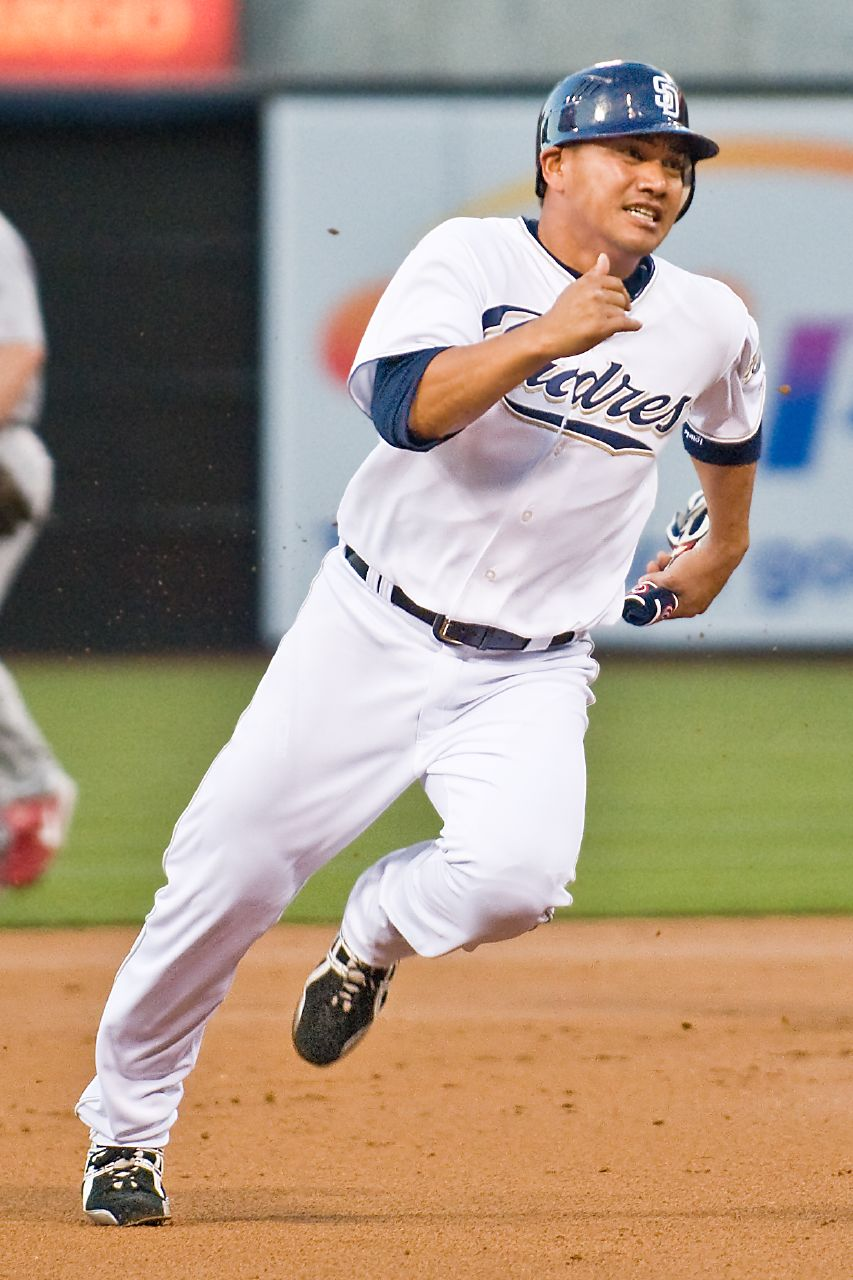
주루 플레이를 하는 이구치

시마다 마코토 코치의 조언으로 그 해에 도루왕 타이틀을 목표로 두면서 3번 타자로 출전해 프로 데뷔 이후 처음으로 2할 6푼 1리의 타율, 30홈런, 그리고 40개의 도루를 달성하며 개인 최다 성적을 기록했고, 시즌 최다인 44개의 도루를 기록하면서 도루왕 타이틀을 석권했다. 빠른 발을 살린 유격수의 수비면에서도 높게 평가되는 등 베스트 나인과 골든 글러브상(유격수 부문)을 동시에 선정되었다. 이후 11월에는 대만에서 개최된 제34회 IBAF(국제 야구 연맹) 월드컵 일본 대표로 출전하면서 다카하시 요시노부, 이바타 히로카즈 등과 함께 3번·2루수로 출전했다.

#### 2002년
2002년은 시즌 타율 2할 5푼 9리에 끝났지만 오프 시즌에는 조지마 겐지와 함께 다이에의 전력분석원 가나모리 에이지로부터 지도를 받아 ‘보다 끌어당겨 치는 타법’으로 변경했다.

#### 2003년
이듬해에는 지금까지의 엉성한 이미지를 바꾸면서 5경기 연속 맹타상, 1경기 4개의 2루타를 일본 프로 야구 타이 기록을 달성했고 1번 무라마쓰 아리히토, 2번 가와사키 무네노리와 함께 도루를 기록했고 시즌 막판에 무라마쓰가 부상으로 이탈한 적도 있어 결국 시즌 최다인 42개의 도루를 기록해 2001년 이후 2년 만에 도루왕 타이틀을 석권했다. 정규 시즌에서 이구치를 포함한 마쓰나카 노부히코, 조지마 겐지, 페드로 발데스 등 네 명이 시즌 100타점 이상을 기록하는 등 일본 야구 사상 최초의 기록을 수립했다. 3년 만에 팀은 리그 우승을 제패함과 동시에 이후 한신 타이거스와의 일본 시리즈 맞대결에서 팀은 4년 만에 일본 시리즈 우승을 제패, 이구치는 일본 시리즈 우수 선수상을 수상했다.
오프 시즌에는 일시적인 포스팅 시스템에서의 메이저 리그 이적을 구단으로부터 승인되고 있었지만 고쿠보 히로키의 요미우리 자이언츠로 이적한 것에 의해 부인했다. 계약 갱신에서는 “나카우치 다다시 구단주의 경영체제가 쇄신했을 경우, 혹은 다카즈카 대행이 퇴임했을 경우에는 자유 계약의 선택권은 이구치에게 있다”라는 내용의 각서를 주고 받았다.

#### 2004년
3할 3푼 3리의 타율, 24개의 홈런, 89타점을 기록하면서 팀의 정규 시즌 1위 달성에 기여했지만 팀은 그 해에 도입된 플레이오프에서 세이부(당시 정규 시즌 성적 2위)에 패해 결국 리그 우승을 놓치는 불운을 겪게 되었다. 시즌 종료 후에는 자유 계약 선수로 공시되어 메이저 리그 진출을 공식 표명했다.

### MLB 시절

#### 시카고 화이트 삭스
이듬해인 2005년 시카고 화이트 삭스와 2년 간 470만 달러로 계약(3년째는 연봉 330만 달러의 구단 옵션)을 맺었고 4월 4일의 개막전인 클리블랜드 인디언스전에서 2번 타자 겸 2루수로 첫 출장했다. 4월 6일의 역시 클리블랜드 인디언스전에는 케빈 밀우드로부터 메이저 리그 진출 이후 첫 안타를 2루타로 기록(이 경기에서는 첫 도루도 기록), 5월 3일의 캔자스시티 로열스전에서는 브라이언 앤더슨으로부터 좌측 관중석을 향해 이적 후 첫 홈런을 때려냈다. 그 후에도 스콧 포드세드닉과 함께 화이트 삭스의 ‘스몰 볼’을 견인해 팀의 5년 만에 지구 우승 달성에 기여했다.
10월 5일의 포스트 시즌에서는 전년도 월드 시리즈 우승팀인 보스턴 레드삭스와의 아메리칸 리그 디비전 시리즈(ALDS) 2차전(U.S. 셀룰러 필드)에서 결승타인 역전 3점 홈런을 기록하여 메이저 리그 이적 1년차에 팀은 월드 시리즈에 진출했다. 일본인 선수로서는 신조 쓰요시, 마쓰이 히데키, 다구치 소에 뒤를 잇는 4번째로 월드 시리즈 출전 선수가 되었다. 이후 팀은 월드 시리즈 우승에 성공했고, 일본인 선수로는 처음으로 일본 시리즈와 월드 시리즈의 양쪽 모두를 제패한 선수가 되었다. 그 후 이 시즌에 대해서는 자기 희생을 강요당하는 역할에 불만이 있었다고 말했지만 아지 기옌 감독은 “이구치만큼 야구를 깊게 이해하고 있는 선수는 없다. 그가 있었기 때문에 화이트 삭스는 월드 시리즈를 제패할 수 있었다”라고 말했다.
오프 시즌에는 월드 베이스볼 클래식 일본 대표팀 선수로 발탁되었는데 애초에는 WBC 출전을 적극적으로 검토하고 있다는 발언을 했지만 WBC 출전 표명 후 일본 야구 기구로부터 어떠한 연락도 없는 것에 대한 불신감과 메이저 리그에서 클린업을 친다는 꿈을 갖고 조정을 하고 싶다는 의지를 가지면서 출전을 포기했다. 이구치 대신에 미야모토 신야가 발탁되었다. 일본의 WBC 우승에 대해서는 “발언할 자격은 자신에게는 없지만 일본인으로서 기쁘다”라고 말했다.
2006년 개막전에는 장타력을 살리기 위해 타순을 6번으로 변경하는 계획안이 나왔지만 2번의 적임자는 이구치 밖에 없었기 때문에 작년과 마찬가지로 주로 2번 타자로 기용되었다. 5월 20일의 시카고 컵스전에서 1경기 6타점을 기록했고, 6월 25일의 휴스턴 애스트로스전에서는 1경기 7타점을 기록하는 등 최종적으로 리그에서 2루수 최다인 18개의 홈런을 날리면서 아지 기옌 감독은 “타점을 벌 수 있는 강타자가 될려고 도미했는데 2년 동안 지금까지 했던 적이 없는 일을 잘해 주었다”라고 말했다.
2007년 4월 20일에 있은 디트로이트 타이거스전에서 2호 홈런을 기록하며 통산 250호 홈런을 기록했다. 같은 해 7월 27일에는 트레이드로 필라델피아 필리스에 전격으로 이적, 필라델피아 필리스에서는 체이스 어틀리의 복귀까지는 선발 멤버로 2루수를 맡았지만 어틀리의 복귀 후 찰리 매뉴엘 감독으로부터 3루수의 전향을 권유받았지만 이를 사양했고, 그 때문에 주로 대타로서의 출전이 계속되는 등 필라델피아 이적 후 3할 4푼의 타율을 남겼다. 포스트 시즌 종료 후에는 “현재 영주권을 신청중이며, 다음 시즌은 2루수의 주전으로서 기용해 줄 수 있는 구단을 중심으로 이적처를 찾는다”라는 취지의 발언을 했다. 12월 18일에 샌디에이고 파드리스와의 1년 385만 달러로 계약을 맺었다.

#### 샌디에이고 파드리스

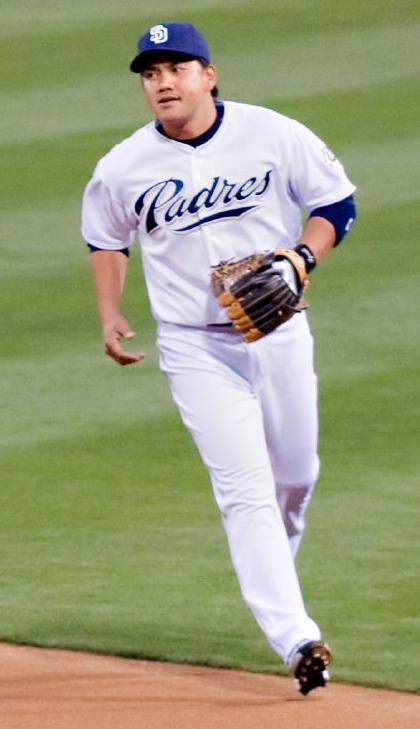
샌디에이고 파드리스 시절의 이구치

2008년 4월 중순에 32타석 연속 무안타를 기록하는 등 부진에 시달렸지만 4월 26일의 애리조나 다이아몬드백스전에서 일본인 선수로서는 사상 두 번째인 끝내기 홈런을 기록했다. 5월 16일의 시애틀 매리너스전(세이프코 필드)에서는 다이에 시절의 동료인 조지마 겐지와 2004년 10월 1일의 퍼시픽 리그 플레이오프 2스테이지 경기인 세이부와의 경기(5차전, 후쿠오카 돔) 이후 1,313일 만에 홈런을 기록했다. 그 후에도 주전 2루수로서 출전해 있었지만 3안타를 날린 6월 5일의 뉴욕 메츠와의 경기에서는 주루 플레이 도중에 넘어지면서 오른쪽 어깨 부상을 당했다. 6월 6일에는 메이저 리그 진출 4년 만에 처음으로 부상자 명단에 올랐고 이후 8월 2일에 복귀했지만 오른쪽 어깨 부상의 영향 때문에 결국 9월 1일부로 방출 통보를 받았다. 9월 5일 옛 소속팀인 필라델피아 필리스와 계약을 맺으면서 이구치는 플레이오프 출전 선수 등록 기간이 지나 플레이오프 출전 자격은 없었지만 팀은 월드 시리즈 우승에 제패하여 그의 팀 선배인 다구치 소와 함께 두 번째 팀의 우승을 경험하게 되었다.

### 지바 롯데 마린스 시절

#### 2009년
2008년 11월 15일에 자유 계약 선수로 공시, 복수 년도의 계약을 제시한 필라델피아 필리스를 시작으로 그 외의 메이저 리그 구단으로부터 3루수로서의 제의가 있었지만 가족의 생활 환경과 2루수로서의 제의를 우선해 결국 이듬해인 2009년 1월 19일에 다시 일본 무대로 복귀하여 지바 롯데 마린스에 입단했다. 연봉 1억 8천만엔의 3년 계약을 맺었고 등번호는 6번으로 배정받아 이 등번호가 오치아이 히로미쓰, 하쓰시바 기요시 등이 현역 시절에 붙였던 등번호였다. 이구치는 다음과 같은 말을 했다.
| “ | 위대한 번호를 받을 수 있게 되어 정말로 영광이다. 이 번호에 대해 부끄러워하지 않는 플레이를 할 수 있도록 노력하겠다. | ” |

그 해에는 개막전부터 4번 타자로 활약하는 등 2009년 4월 7일에 사상 7번째가 되는 전타순 홈런을 달성했는데 이 홈런은 자신의 일본 통산 150호 홈런이었다.

#### 2010년
3번·2루수로 활약하여 시즌 타율 2할 9푼 4리와 득점권타율 3할 4푼을 기록하는 등 리그 2위인 104타점을 기록했다. 사사구 개수는 112개로 44개의 2루타는 모두 리그 최고 성적이었다. 그 외에 미일 통산 1500안타를 달성하는 등 지바 롯데의 주축타자로서 맹활약을 했다.

#### 2011년
타격 성적은 작년에 비해 약간 떨어졌지만 팀내 1위가 되는 73타점을 기록하는 등 건재하는 모습을 보여주었다.

## 플레이 스타일

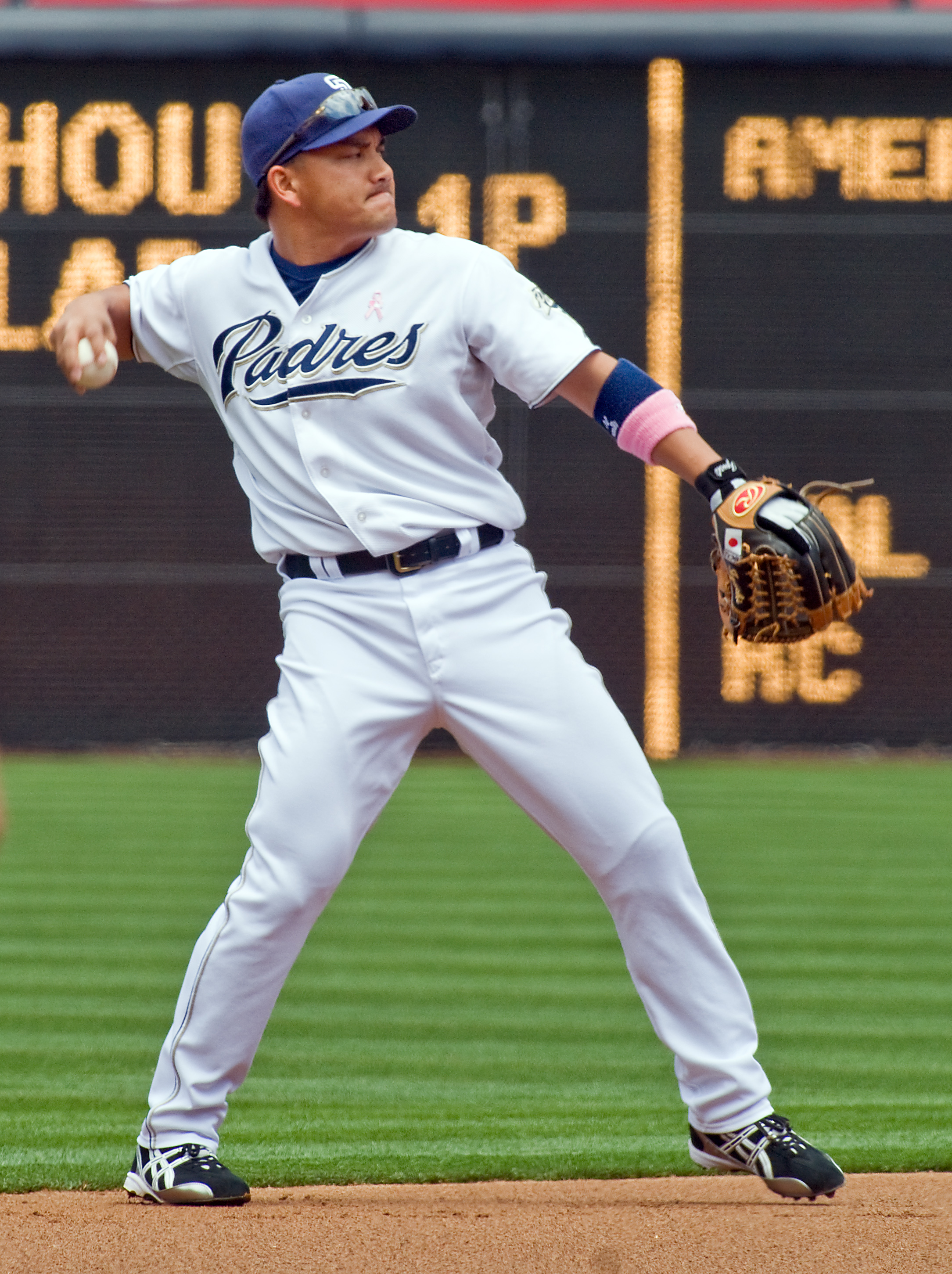
수비 연습을 하고 있는 이구치(2008년)

우방향에의 장타가 주특기인데다가 승부에 강한 타격이 특색이지만 도루왕을 두 차례, 골든 글러브상을 세 차례나 수상할 정도의 ‘주루, 공격, 수비 3박자’가 갖추어진 내야수이다. 상황에 따른 타격(오른쪽 치는 것과 진루타)에 능숙한 선수이기 때문에 메이저 리그에서는 클린업의 연결이 구할 수 있는 2번 타자로 출전하는 일이 많았다. 2009년 지바 롯데에 이적한 후 애초에는 4번 타자로 출전하면서 기대에 부응한 듯 같은 해 4월에 전타순 홈런을 달성했다.
주루에서는 스윙이 크기 때문에 1루에 도달하기까지의 4.3초가 평균적이지만 다이에 시절에는 두 차례의 도루왕을 차지한 것처럼 도루 기술에도 우수한 편이었다.

## 상세 정보

### 출신 학교
- 고쿠가쿠인 대학 구가야마 고등학교
- 아오야마가쿠인 대학

### 선수 경력
NPB
- 후쿠오카 다이에 호크스(1997년 ~ 2004년)
- 지바 롯데 마린스(2009년 ~ 2017년)

MLB
- 시카고 화이트 삭스(2005년 ~ 2007년)
- 필라델피아 필리스(2007년 ~ 2008년)
- 샌디에이고 파드리스(2008년)

국가 대표 경력
- 1996년 애틀랜타 올림픽 일본 국가대표

### 지도자 경력
- 지바 롯데 마린스 감독(2018년 ~ 2022년)

### 수상·타이틀 경력

#### 타이틀
NPB
- 도루왕: 2회(2001년, 2003년)

#### 수상
NPB
- 베스트 나인: 3회(2001년, 2003년, 2004년) ※2루수 부문
- 골든 글러브상: 3회(2001년, 2003년, 2004년) ※2루수 부문
- 월간 MVP: 3회(2004년 8월, 2011년 5월, 2013년 5월) ※야수 부문
- 일본 시리즈 우수 선수상: 1회(2003년)
- 스카이! 드라마틱 사요나라상: 1회(2009년)
- 스카이! 사요나라상: 1회(2016년 5월)

MLB
- Topps All-Star Rookie teams(2005년)[4] ※2루수 부문
- Baseball Digest All-Star Rookie teams(2005년)[5] ※2루수 부문

기타
- 니시토쿄 시민 영예상(2006년 2월 15일) ※초대 수상자

#### 국제 대회
- 1996년 애틀랜타 올림픽 은메달

### 개인 기록

#### 첫 기록(NPB)
- 첫 출장·첫 선발 출장: 1997년 5월 3일, 대 긴테쓰 버펄로스 4차전(후쿠오카 돔), 2번·유격수로서 선발 출장
- 첫 타석·첫 안타: 상동, 1회말에 야마사키 신타로로부터 좌전 안타[6]
- 첫 홈런·첫 타점: 상동, 4회말에 야마사키 신타로로부터 좌월 만루 홈런[7]
- 첫 삼진: 상동, 6회말에 시바타 가즈야로부터
- 첫 사구: 1997년 5월 4일, 대 긴테쓰 버펄로스 5차전(후쿠오카 돔), 8회말에 아카호리 모토유키로부터
- 첫 도루: 1997년 7월 11일, 대 오릭스 블루웨이브 13차전(후쿠오카 돔), 2회말에 2루 안착(투수: 윌리 프레이저, 포수: 나카지마 사토시)

#### 기록 달성 경력(NPB)
- 통산 100홈런: 2003년 4월 6일, 대 닛폰햄 파이터스 3차전(도쿄 돔), 8회초에 세키네 히로유키로부터 2점 홈런 ※역대 225번째
- 통산 150홈런: 2009년 4월 7일, 대 홋카이도 닛폰햄 파이터스 1차전(도쿄 돔), 2회초에 다다노 가즈히토로부터 좌월 솔로 홈런 ※역대 151번째[8]
- 통산 1000경기 출장: 2009년 8월 26일, 대 후쿠오카 소프트뱅크 호크스 17차전(지바 마린 스타디움), 5번·2루수로서 선발 출장 ※역대 433번째
- 통산 1000안타: 2010년 4월 4일, 대 오릭스 버펄로스 3차전(교세라 돔 오사카), 6회초에 기사누키 히로시로부터 유격 내야 안타 ※역대 256번째
- 통산 몸에 맞는 볼 100개: 2011년 5월 1일, 대 후쿠오카 소프트뱅크 호크스 5차전(QVC 마린필드), 9회말에 오바 쇼타로부터 ※역대 16번째
- 통산 1000삼진: 2011년 9월 13일, 대 홋카이도 닛폰햄 파이터스 19차전(도쿄 돔), 2회초에 브라이언 울프로부터 ※역대 51번째
- 통산 200홈런: 2012년 5월 28일, 대 히로시마 도요 카프 2차전(MAZDA Zoom-Zoom 스타디움 히로시마), 5회초에 브라이언 벌링턴으로부터 좌중간에 3점 홈런 ※역대 98번째
- 통산 1500경기 출장: 2013년 6월 22일, 대 홋카이도 닛폰햄 파이터스 6차전(QVC 마린필드), 3번·1루수로서 선발 출장 ※역대 178번째
- 통산 2루타 300개: 2013년 7월 9일, 대 오릭스 버펄로스 10차전(QVC 마린필드), 4회말에 가네코 지히로로부터 우중간 적시 2루타 ※역대 60번째
- 통산 1500안타: 2013년 7월 24일, 대 사이타마 세이부 라이온스 12차전(세이부 돔), 1회초에 도가메 겐으로부터 중전 안타 ※역대 114번째
- 통산 2루타 350개: 2015년 8월 28일, 대 오릭스 버펄로스 20차전(QVC 마린필드), 5회말에 시라니타 히로카즈로부터 좌월 2루타 ※역대 39번째
- 통산 1000타점: 2016년 9월 1일, 대 오릭스 버펄로스 22차전(QVC 마린필드), 3회말에 야마다 노부요시로부터 좌월 3점 ※역대 44번째[9]
- 통산 250홈런: 2017년 5월 25일, 대 후쿠오카 소프트뱅크 호크스 12차전(후쿠오카 야후오쿠! 돔), 5회초에 가지야 렌으로부터 좌월 2점 홈런 ※역대 60번째[10][7]

#### 기타(NPB)
- 30홈런 40도루(2001년) ※하리모토 이사오(1963년), 아키야마 고지(1990년)에 이은 프로 야구 역대 3번째
- 한 경기 4개의 2루타(2003년 7월 26일) ※프로 야구 타이 기록, 역대 9번째
- 5경기 연속 맹타상(2003년 6월 3일 ~ 6월 8일) ※퍼시픽 리그 신기록, 프로 야구 타이 기록(1954년에 니시자와 미치오가 기록한 이후 2번째)
- 전 타순 홈런: 2009년 4월 7일, 대 홋카이도 닛폰햄 파이터스 1차전(도쿄 돔), 2회초 다다노 가즈히토로부터 좌월 솔로(NPB 통산 150호) ※역대 7번째(마지막에 4번으로 치고 달성한 것은 사상 최초)[11]
- 올스타전 출장: 9회(2001년 ~ 2004년, 2009년 ~ 2013년)

#### 메이저 리그에서의 기록
- 2006년 6월 25일 휴스턴 애스트로스전에서 MLB 일본인 선수 중 최다인 1경기 7타점을 기록(좌월 3점 홈런·좌중간 만루 홈런)

#### MLB·NPB에 걸친 기록
- 미일 통산 1500안타: 2010년 4월 10일, 대 사이타마 세이부 라이온스 5차전(지바 마린 스타디움), 3회말에 쉬밍지에로부터 중월 2루타
- 미일 통산 1000타점: 2012년 8월 7일, 대 사이타마 세이부 라이온스 13차전(QVC 마린필드), 3회말에 기시 다카유키로부터 중전 적시타
- 미일 통산 250홈런: 2013년 4월 16일, 대 홋카이도 닛폰햄 파이터스 3차전(삿포로 돔), 7회초에 모리우치 도시하루로부터 좌월 솔로 홈런
- 미일 통산 2000안타: 2013년 7월 26일, 대 도호쿠 라쿠텐 골든이글스 5차전(클리넥스 스타디움), 6회초에 다나카 마사히로로부터 좌월 솔로 홈런 ※역대 5번째

### 등번호
- 7(1997년 ~ 2004년)
- 15(2005년 ~ 2007년 시즌 도중)
- 12(2007년 시즌 도중 ~ 2008년 시즌 도중)
- 10(2008년 시즌 도중)
- 9(2008년 시즌 도중 ~ 시즌 종료)
- 6(2009년 ~ 2022년)

### 연도별 타격 성적
| 연 도     | 소 속     | 경 기 | 타 석 | 타 수 | 득 점 | 안 타 | 2 루 타 | 3 루 타 | 홈 런 | 루 타 | 타 점 | 도 루 | 도 루 자 | 희 생 번 | 희 생 플 | 볼 넷 | 고 4 | 사 구 | 삼 진 | 병 살 타 | 타 율 | 출 루 율 | 장 타 율 | O P S |
| --------- | --------- | ----- | ----- | ----- | ----- | ----- | ------- | ------- | ----- | ----- | ----- | ----- | -------- | -------- | -------- | ----- | ---- | ----- | ----- | -------- | ----- | -------- | -------- | ----- |
| 1997년    | 다이에    | 76    | 252   | 217   | 31    | 44    | 6       | 3       | 8     | 80    | 23    | 3     | 3        | 2        | 1        | 24    | 0    | 8     | 67    | 4        | .203  | .304     | .369     | .673  |
| 1998년    | 다이에    | 135   | 476   | 421   | 58    | 93    | 18      | 4       | 21    | 182   | 66    | 12    | 6        | 15       | 4        | 28    | 1    | 8     | 121   | 6        | .221  | .280     | .432     | .712  |
| 1999년    | 다이에    | 116   | 424   | 370   | 38    | 83    | 15      | 1       | 14    | 142   | 47    | 14    | 7        | 4        | 3        | 38    | 1    | 9     | 113   | 13       | .224  | .310     | .384     | .694  |
| 2000년    | 다이에    | 54    | 185   | 162   | 21    | 40    | 9       | 2       | 7     | 74    | 23    | 5     | 2        | 5        | 1        | 15    | 0    | 2     | 29    | 5        | .247  | .317     | .457     | .774  |
| 2001년    | 다이에    | 140   | 636   | 552   | 104   | 144   | 26      | 1       | 30    | 262   | 97    | 44    | 9        | 9        | 2        | 61    | 0    | 12    | 117   | 14       | .261  | .346     | .475     | .821  |
| 2002년    | 다이에    | 114   | 472   | 428   | 64    | 111   | 14      | 1       | 18    | 181   | 53    | 21    | 7        | 5        | 2        | 27    | 0    | 10    | 84    | 8        | .259  | .317     | .423     | .740  |
| 2003년    | 다이에    | 135   | 617   | 515   | 112   | 175   | 37      | 1       | 27    | 295   | 109   | 42    | 6        | 1        | 6        | 81    | 2    | 14    | 81    | 10       | .340  | .438     | .573     | 1.011 |
| 2004년    | 다이에    | 124   | 574   | 510   | 96    | 170   | 34      | 2       | 24    | 280   | 89    | 18    | 5        | 0        | 8        | 47    | 2    | 9     | 90    | 14       | .333  | .394     | .549     | .943  |
| 2005년    | CWS       | 135   | 581   | 511   | 74    | 142   | 25      | 6       | 15    | 224   | 71    | 15    | 5        | 11       | 6        | 47    | 0    | 6     | 114   | 16       | .278  | .342     | .438     | .780  |
| 2006년    | CWS       | 138   | 627   | 555   | 97    | 156   | 24      | 0       | 18    | 234   | 67    | 11    | 5        | 8        | 2        | 59    | 0    | 3     | 110   | 7        | .281  | .352     | .422     | .774  |
| 2007년    | CWS       | 90    | 377   | 327   | 45    | 82    | 17      | 4       | 6     | 125   | 31    | 8     | 1        | 1        | 3        | 44    | 1    | 2     | 65    | 5        | .251  | .340     | .382     | .722  |
| 2007년    | PHI       | 45    | 156   | 138   | 22    | 42    | 10      | 0       | 3     | 61    | 12    | 6     | 1        | 1        | 3        | 13    | 0    | 1     | 23    | 1        | .304  | .361     | .442     | .803  |
| '07 소계  | PHI       | 135   | 533   | 465   | 67    | 124   | 27      | 4       | 9     | 186   | 43    | 14    | 2        | 2        | 6        | 57    | 1    | 3     | 88    | 6        | .267  | .347     | .400     | .747  |
| 2008년    | SD        | 81    | 330   | 303   | 29    | 70    | 14      | 1       | 2     | 92    | 24    | 8     | 1        | 1        | 0        | 26    | 0    | 0     | 75    | 11       | .231  | .292     | .304     | .596  |
| 2008년    | PHI       | 4     | 7     | 7     | 0     | 2     | 1       | 0       | 0     | 3     | 0     | 0     | 0        | 0        | 0        | 0     | 0    | 0     | 0     | 0        | .286  | .286     | .429     | .715  |
| '08 소계  | PHI       | 85    | 337   | 310   | 29    | 72    | 15      | 1       | 2     | 95    | 24    | 8     | 1        | 1        | 0        | 26    | 0    | 0     | 75    | 11       | .232  | .292     | .306     | .598  |
| 2009년    | 지바 롯데 | 123   | 530   | 448   | 71    | 126   | 24      | 3       | 19    | 213   | 65    | 4     | 4        | 0        | 1        | 68    | 2    | 13    | 101   | 11       | .281  | .391     | .475     | .866  |
| 2010년    | 지바 롯데 | 143   | 650   | 531   | 88    | 156   | 44      | 1       | 17    | 253   | 103   | 2     | 1        | 0        | 7        | 98    | 1    | 14    | 114   | 13       | .294  | .412     | .476     | .888  |
| 2011년    | 지바 롯데 | 140   | 597   | 509   | 52    | 135   | 23      | 3       | 9     | 191   | 73    | 1     | 1        | 0        | 7        | 72    | 4    | 9     | 96    | 11       | .265  | .362     | .375     | .737  |
| 2012년    | 지바 롯데 | 140   | 578   | 505   | 58    | 129   | 30      | 1       | 11    | 194   | 60    | 3     | 1        | 0        | 4        | 53    | 3    | 16    | 99    | 11       | .255  | .343     | .384     | .727  |
| 2013년    | 지바 롯데 | 135   | 566   | 485   | 68    | 144   | 31      | 2       | 23    | 248   | 83    | 4     | 3        | 0        | 4        | 67    | 2    | 10    | 81    | 13       | .297  | .390     | .511     | .902  |
| 2014년    | 지바 롯데 | 109   | 408   | 357   | 35    | 85    | 24      | 0       | 10    | 139   | 49    | 1     | 0        | 0        | 3        | 40    | 3    | 8     | 74    | 7        | .238  | .326     | .389     | .715  |
| 2015년    | 지바 롯데 | 87    | 250   | 227   | 21    | 56    | 17      | 1       | 6     | 93    | 28    | 1     | 0        | 0        | 0        | 21    | 0    | 2     | 65    | 4        | .247  | .316     | .410     | .726  |
| 2016년    | 지바 롯데 | 79    | 176   | 152   | 13    | 39    | 8       | 0       | 5     | 62    | 34    | 1     | 0        | 0        | 3        | 19    | 0    | 2     | 50    | 1        | .257  | .341     | .408     | .749  |
| 2017년    | 지바 롯데 | 65    | 144   | 123   | 9     | 30    | 7       | 0       | 2     | 43    | 15    | 0     | 0        | 0        | 2        | 19    | 1    | 0     | 27    | 4        | .244  | .340     | .350     | .690  |
| NPB: 17년 | NPB: 17년 | 1915  | 7535  | 6512  | 939   | 1760  | 367     | 26      | 251   | 2932  | 1017  | 176   | 55       | 41       | 58       | 778   | 22   | 146   | 1409  | 149      | .270  | .358     | .450     | .808  |
| MLB: 4년  | MLB: 4년  | 493   | 2078  | 1841  | 267   | 494   | 91      | 11      | 44    | 739   | 205   | 48    | 13       | 22       | 14       | 189   | 1    | 12    | 387   | 40       | .268  | .338     | .401     | .739  |

- 굵은 글씨는 시즌 최고 성적.

### 연도별 타격 성적 소속 리그내에서의 순위
| 연 도 | 연 령 | 기 구 | 리 그         | 타 율 | 안 타 | 2 루 타 | 3 루 타 | 홈 런 | 타 점 | 도 루 |
| ----- | ----- | ----- | ------------- | ----- | ----- | ------- | ------- | ----- | ----- | ----- |
| 1997  | 23    | NPB   | 퍼시픽 리그   | -     | -     | -       | -       | -     | -     | -     |
| 1998  | 24    | NPB   | 퍼시픽 리그   | -     | -     | -       | 5위     | -     | -     | -     |
| 1999  | 25    | NPB   | 퍼시픽 리그   | -     | -     | -       | -       | -     | -     | 6위   |
| 2000  | 26    | NPB   | 퍼시픽 리그   | -     | -     | -       | -       | -     | -     | -     |
| 2001  | 27    | NPB   | 퍼시픽 리그   | -     | -     | -       | -       | -     | 7위   | 1위   |
| 2002  | 28    | NPB   | 퍼시픽 리그   | -     | -     | -       | -       | -     | -     | 3위   |
| 2003  | 29    | NPB   | 퍼시픽 리그   | 4위   | 4위   | 4위     | -       | -     | 5위   | 1위   |
| 2004  | 30    | NPB   | 퍼시픽 리그   | 4위   | 3위   | 4위     | -       | -     | 8위   | 4위   |
| 2005  | 31    | MLB   | 아메리칸 리그 | -     | -     | -       | 7위     | -     | -     | -     |
| 2006  | 32    | MLB   | 아메리칸 리그 | -     | -     | -       | -       | -     | -     | -     |
| 2007  | 33    | MLB   | 아메리칸 리그 | -     | -     | -       | -       | -     | -     | -     |
| 2007  | 33    | MLB   | 내셔널 리그   | -     | -     | -       | -       | -     | -     | -     |
| 2008  | 34    | MLB   | 내셔널 리그   | -     | -     | -       | -       | -     | -     | -     |
| 2009  | 35    | NPB   | 퍼시픽 리그   | -     | -     | -       | -       | -     | -     | -     |
| 2010  | 36    | NPB   | 퍼시픽 리그   | -     | -     | 1위     | -       | -     | 2위   | -     |
| 2011  | 37    | NPB   | 퍼시픽 리그   | -     | -     | 10위    | -       | -     | 8위   | -     |
| 2012  | 38    | NPB   | 퍼시픽 리그   | -     | -     | 2위     | -       | 7위   | 8위   | -     |
| 2013  | 39    | NPB   | 퍼시픽 리그   | -     | -     | 4위     | -       | 7위   | 9위   | -     |
| 2014  | 40    | NPB   | 퍼시픽 리그   | -     | -     | -       | -       | -     | -     | -     |
| 2015  | 41    | NPB   | 퍼시픽 리그   | -     | -     | -       | -       | -     | -     | -     |
| 2016  | 42    | NPB   | 퍼시픽 리그   | -     | -     | -       | -       | -     | -     | -     |
| 2017  | 43    | NPB   | 퍼시픽 리그   | -     | -     | -       | -       | -     | -     | -     |

- ‘-’는 10위 미만(타율, OPS는 규정 타석에 도달하지 않은 경우도 ‘-’와 표기)

### 메이저 리그 포스트 시즌 타격 성적
| 연 도     | 소 속     | 경 기 | 타 석 | 타 수 | 득 점 | 안 타 | 2 루 타 | 3 루 타 | 홈 런 | 루 타 | 타 점 | 도 루 | 도 루 자 | 희 생 번 | 희 생 플 | 볼 넷 | 고 4 | 사 구 | 삼 진 | 병 살 타 | 타 율 | 출 루 율 | 장 타 율 | O P S |
| --------- | --------- | ----- | ----- | ----- | ----- | ----- | ------- | ------- | ----- | ----- | ----- | ----- | -------- | -------- | -------- | ----- | ---- | ----- | ----- | -------- | ----- | -------- | -------- | ----- |
| 2005년    | CWS       | 12    | 55    | 47    | 7     | 9     | 1       | 0       | 1     | 13    | 5     | 0     | 1        | 3        | 0        | 2     | 0    | 3     | 12    | 1        | .191  | .269     | .277     | .546  |
| 2007년    | PHI       | 3     | 3     | 1     | 0     | 0     | 0       | 0       | 0     | 0     | 0     | 0     | 0        | 0        | 0        | 2     | 0    | 0     | 0     | 0        | .000  | .667     | .000     | .667  |
| 출장: 2회 | 출장: 2회 | 15    | 58    | 48    | 7     | 9     | 1       | 0       | 1     | 13    | 5     | 0     | 1        | 3        | 0        | 4     | 0    | 3     | 12    | 1        | .188  | .291     | .271     | .562  |

### 연도별 수비 성적
| 연도       | 소속       | 1루   | 1루   | 1루   | 1루   | 1루   | 1루      | 2루   | 2루   | 2루   | 2루   | 2루   | 2루      | 유격  | 유격  | 유격  | 유격  | 유격  | 유격     |
| 연도       | 소속       | 경 기 | 척 살 | 보 살 | 실 책 | 병 살 | 수 비 율 | 경 기 | 척 살 | 보 살 | 실 책 | 병 살 | 수 비 율 | 경 기 | 척 살 | 보 살 | 실 책 | 병 살 | 수 비 율 |
| ---------- | ---------- | ----- | ----- | ----- | ----- | ----- | -------- | ----- | ----- | ----- | ----- | ----- | -------- | ----- | ----- | ----- | ----- | ----- | -------- |
| 1997       | 다이에     | -     | -     | -     | -     | -     | -        | -     | -     | -     | -     | -     | -        | 69    | 85    | 187   | 3     | 27    | .989     |
| 1998       | 다이에     | -     | -     | -     | -     | -     | -        | -     | -     | -     | -     | -     | -        | 134   | 193   | 382   | 10    | 75    | .983     |
| 1999       | 다이에     | -     | -     | -     | -     | -     | -        | -     | -     | -     | -     | -     | -        | 110   | 155   | 304   | 15    | 57    | .968     |
| 2000       | 다이에     | -     | -     | -     | -     | -     | -        | -     | -     | -     | -     | -     | -        | 53    | 69    | 120   | 8     | 20    | .959     |
| 2001       | 다이에     | -     | -     | -     | -     | -     | -        | 140   | 330   | 449   | 5     | 93    | .994     | -     | -     | -     | -     | -     | -        |
| 2002       | 다이에     | -     | -     | -     | -     | -     | -        | 114   | 219   | 350   | 6     | 70    | .990     | -     | -     | -     | -     | -     | -        |
| 2003       | 다이에     | -     | -     | -     | -     | -     | -        | 133   | 293   | 406   | 10    | 95    | .986     | -     | -     | -     | -     | -     | -        |
| 2004       | 다이에     | -     | -     | -     | -     | -     | -        | 123   | 251   | 378   | 6     | 79    | .991     | -     | -     | -     | -     | -     | -        |
| 2005       | CWS        | -     | -     | -     | -     | -     | -        | 133   | 234   | 375   | 14    | 84    | .978     | -     | -     | -     | -     | -     | -        |
| 2006       | CWS        | -     | -     | -     | -     | -     | -        | 136   | 269   | 371   | 8     | 76    | .988     | -     | -     | -     | -     | -     | -        |
| 2007       | CWS        | -     | -     | -     | -     | -     | -        | 90    | 188   | 247   | 6     | 66    | .986     | -     | -     | -     | -     | -     | -        |
| 2007       | PHI        | -     | -     | -     | -     | -     | -        | 31    | 72    | 90    | 0     | 30    | 1.000    | -     | -     | -     | -     | -     | -        |
| '07 소계   | PHI        | -     | -     | -     | -     | -     | -        | 121   | 260   | 337   | 6     | 96    | .990     | -     | -     | -     | -     | -     | -        |
| 2008       | SD         | -     | -     | -     | -     | -     | -        | 77    | 142   | 204   | 1     | 54    | .997     | -     | -     | -     | -     | -     | -        |
| 2008       | PHI        | -     | -     | -     | -     | -     | -        | 1     | 1     | 2     | 0     | 0     | 1.000    | -     | -     | -     | -     | -     | -        |
| '08 소계   | PHI        | -     | -     | -     | -     | -     | -        | 78    | 143   | 206   | 1     | 54    | .997     | -     | -     | -     | -     | -     | -        |
| 2009       | 지바 롯데  | -     | -     | -     | -     | -     | -        | 102   | 268   | 311   | 7     | 54    | .988     | -     | -     | -     | -     | -     | -        |
| 2010       | 지바 롯데  | -     | -     | -     | -     | -     | -        | 143   | 306   | 368   | 7     | 84    | .990     | -     | -     | -     | -     | -     | -        |
| 2011       | 지바 롯데  | -     | -     | -     | -     | -     | -        | 140   | 266   | 410   | 7     | 63    | .990     | -     | -     | -     | -     | -     | -        |
| 2012       | 지바 롯데  | -     | -     | -     | -     | -     | -        | 128   | 269   | 359   | 10    | 64    | .984     | -     | -     | -     | -     | -     | -        |
| 2013       | 지바 롯데  | 99    | 764   | 53    | 5     | 61    | .994     | 15    | 22    | 36    | 1     | 3     | .983     | -     | -     | -     | -     | -     | -        |
| 2014       | 지바 롯데  | 80    | 561   | 54    | 4     | 40    | .994     | -     | -     | -     | -     | -     | -        | -     | -     | -     | -     | -     | -        |
| 2015       | 지바 롯데  | 53    | 327   | 18    | 6     | 41    | .983     | -     | -     | -     | -     | -     | -        | -     | -     | -     | -     | -     | -        |
| 2016       | 지바 롯데  | 43    | 266   | 17    | 3     | 15    | .990     | -     | -     | -     | -     | -     | -        | -     | -     | -     | -     | -     | -        |
| NPB : 16년 | NPB : 16년 | 275   | 1918  | 142   | 18    | 157   | .991     | 1037  | 2224  | 3067  | 59    | 605   | .989     | 366   | 502   | 993   | 36    | 179   | .976     |
| MLB : 4년  | MLB : 4년  | -     | -     | -     | -     | -     | -        | 468   | 906   | 1289  | 29    | 310   | .987     | -     | -     | -     | -     | -     | -        |

- 굵은 글씨는 시즌 최고 성적.
- 연도에서 굵은 글씨는 골든 글러브상 수상 연도

### 연도별 감독 성적

#### 정규 시즌
| 연도       | 소속       | 순위       | 경기 | 승리 | 패전 | 무승부 | 승률 | 승차                       | 팀 홈런                    | 팀 타율                    | 팀 평균자책점              | 연령                       |
| ---------- | ---------- | ---------- | ---- | ---- | ---- | ------ | ---- | -------------------------- | -------------------------- | -------------------------- | -------------------------- | -------------------------- |
| 2018년     | 지바 롯데  | 5위        | 143  | 59   | 81   | 3      | .421 | 28.5                       | 78                         | .247                       | 4.04                       | 44세                       |
| 2019년     | 지바 롯데  | 4위        | 143  | 69   | 70   | 4      | .496 | 9.5                        | 158                        | .249                       | 3.86                       | 45세                       |
| 2020년     | 지바 롯데  | 2위        | 120  | 60   | 57   | 3      | .513 | 14.0                       | 90                         | .235                       | 3.81                       | 46세                       |
| 2021년     | 지바 롯데  | 2위        | 143  | 67   | 57   | 19     | .540 | 2.5                        | 126                        | .239                       | 3.67                       | 47세                       |
| 2022년     | 지바 롯데  | 5위        | 143  | 69   | 73   | 1      | .486 | 7.5                        | 97                         | .231                       | 3.39                       | 48세                       |
| 통산 : 5년 | 통산 : 5년 | 통산 : 5년 | 692  | 324  | 338  | 30     | .489 | A클래스: 2회, B클래스: 3회 | A클래스: 2회, B클래스: 3회 | A클래스: 2회, B클래스: 3회 | A클래스: 2회, B클래스: 3회 | A클래스: 2회, B클래스: 3회 |

#### 포스트시즌
| 연도   | 소속      | 경기명                                        | 상대팀                                       | 성적                           |
| ------ | --------- | --------------------------------------------- | -------------------------------------------- | ------------------------------ |
| 2020년 | 지바 롯데 | 퍼시픽 리그 클라이맥스 시리즈                 | 후쿠오카 소프트뱅크 호크스 (퍼시픽 리그 1위) | 0승 3패 = 탈락 (※1)(※2)        |
| 2021년 | 지바 롯데 | 퍼시픽 리그 클라이맥스 시리즈 퍼스트 스테이지 | 도호쿠 라쿠텐 골든이글스 (퍼시픽 리그 3위)   | 1승 1무 = 파이널 스테이지 진출 |
| 2021년 | 지바 롯데 | 퍼시픽 리그 클라이맥스 시리즈 파이널 스테이지 | 오릭스 버펄로스 (퍼시픽 리그 1위)            | 0승 1무 3패 = 탈락 (※1)        |

- 성적에서 굵은 글씨는 승리한 시리즈

※1 어드밴티지 1승을 포함
※2 2020년에는 코로나19의 영향으로 퍼스트 스테이지를 치르지 않고 정규 시즌 1위 팀과 2위 팀에 의한 1스테이지만으로 하고, 당초 일정을 변경했기 때문에 경기 수도 4전 3승제로 축소하여 개최됨.